# Benayes
Benayes település Franciaországban, Corrèze megyében. Lakosainak száma 222 fő (2022. január 1.). Benayes Lubersac, Masseret, Montgibaud, Salon-la-Tour, Meuzac, La Porcherie, Saint-Germain-les-Belles és Les Trois-Saints községekkel határos.

## Népesség
A település népességének változása:
| Lakosok száma | 472  | 365  | 310  | 274  | 248  | 235  | 228  | 223  | 221  | 222  |
|               | 1968 | 1982 | 1990 | 2006 | 2013 | 2015 | 2017 | 2019 | 2020 | 2022 |